# Steiner Brothers
Palmarès
NWA United States Tag Team Championship (1 fois) 
NWA (Mid-Atlantic version)/WCW World Tag Team Championship (7 fois)
NWA/WCW World Television Championship (4 fois) - Rick (2) et Scott (2) 
NWA Mid-Atlantic Tag Team Championship (1 fois) 
IWGP Tag Team Championship (2 fois) 
 UWF Rock 'n' Roll Express Championship (1 fois) 
WWE World Tag Team Championship (2 fois)
Les Steiner Brothers est une équipe de catch (lutte professionnelle américaine composée des frères Rick et Scott Steiner. L'équipe débute en 1989 et catcha dans des promotions comme la Extreme Championship Wrestling, la New Japan Pro Wrestling, la World Championship Wrestling et la World Wrestling Federation, gagnant au passage dix titres de champions par équipe avant de se dissoudre en 1998. Les frères Steiner commencèrent à faire équipe sur le circuit indépendant au début des années 2000, et en mai 2007 l'équipe fut reformée à la Total Nonstop Action Wrestling.
Il s'agit de la seule équipe à avoir gagné le WWE World Tag Team Championship, le WCW World Tag Team Championship et le IWGP Tag Team Championship dans l'histoire du catch.

## Carrière

### National Wrestling Alliance/World Championship Wrestling (1989-1992)
Le 1er novembre 1989 à Atlanta, les Steiner Brothers gagnèrent contre les Fabulous Freebirds (Michael Hayes et Jimmy Garvin) le titre du NWA World Tag Team Championship. Ils gardèrent les ceintures jusqu'au 19 mai 1990, où ils furent défaits par Doom (Butch Reed et Ron Simmons) à Washington D.C., lors de Capital Combat.
Les Steiner battent The Midnight Express (Bobby Eaton et Stan Lane) pour le NWA United States Tag Team Championship le 24 août 1990 à East Rutherford. Pendant leur règne, la World Championship Wrestling se retira de la National Wrestling Alliance, et le titre fut renommé en WCW United States Tag Team Championship. Après avoir gagné le WCW World Tag Team Championship le 18 février 1991, les Steiner rendirent le titre de WCW United States Tag Team Championship vacant le 20 février 1991. Ils furent la deuxième équipe à avoir à la fois le titre de WCW World Tag Team et le United States Tag Team (The Midnight Express furent la première équipe les avoir les deux en même temps en septembre 1988). Après que les Steiners gagnèrent le IWGP Tag Team Championship le 21 mars 1991, alors en possession de Hiroshi Hase et Kensuke Sasaki, les annonceurs de la WCW commencèrent à faire référence à eux comme les "Triple Crown Champions" (champions Triple Couronne).
À la même époque, Scott se distinguait comme catcheur en solo. Dans les shows du weekend sur TBS de la WCW (WCW Power Hour, WCW Saturday Night, et WCW Main Event), il y eut un segment appelé  "WCW Gauntlet", où un catcheur était choisi pour combattre une des stars de la WCW dans chaque show du weekend ; il gagnerait la somme de 10 000 dollars (kayfabe) s'il gagnait contre les trois. Scott fut le premier à être choisi, et son premier adversaire fut Ric Flair. Grâce à l'interférence des Four Horsemen, Steiner battit Flair par compte de trois. Il eut ensuite droit à un match pour le titre contre Flair à Clash of the Champions XIV: Dixie Dynamite le 30 janvier 1991, qui se termina en un match nul à cause de la limite de temps. Scott poursuivit ensuite et gagna le WCW World Television Championship de Ricky Steamboat le 29 septembre 1992, et sembla commencer un heel turn, qui fut interrompu car les Steiner Brothers quittèrent la WCW pour la World Wrestling Federation après avoir été arnaqués dans leur renouvellement de contrat par le chef de la WCW de l'époque, Bill Watts.

### World Wrestling Federation (1992-1994)
Les Steiner quittèrent la WCW en novembre 1992, et Scott rendit vacant le WCW World Television Championship. Ils signèrent bien vite un contrat avec la World Wrestling Federation, faisant leurs débuts télévisés comme babyfaces dans une interview dans l'édition du 21 décembre 1992 de WWF Prime Time Wrestling. Ils apparurent aussi dans la première émission du  Monday Night RAW le 11 janvier 1993. 
Ils firent leurs débuts dans un pay-per-view le 24 janvier 1993 au Royal Rumble, gagnant contre les Beverly Brothers (Blake and Beau). A WrestleMania IX le 4 avril 1993, les Steiner Brothers défirent The Headshrinkers (Samu et Fatu).
Après WrestleMania IX, les Steiner commencèrent une rivalité avec Money, Incorporated (Ted DiBiase et Irwin R. Schyster). Au King of the Ring 1993 le 13 juin 1993, les Steiner et The Smokin' Gunns (Billy and Bart) défirent The Headshrinkers et Money, Inc. Le soir suivant, le 14 juin 1993 à Raw, les Steiner gagnèrent contre Money, Inc. pour le WWF Tag Team Championship à Columbus. Money, Inc. regagnèrent le titre le 16 juin dans un house show à Rockard, Illinois, mais le reperdirent dans un autre house show le 19 juin 1993 à St. Louis.à Summerslam Spectacular 1993 Les Steiners bat Money Incorporated (Ted Dibiase Sr. & I.R.S.)dans un match de cage pour leur revanche.
Les Steiner défendirent leur titre contre les Heavenly Bodies (Tom Prichard and Jimmy Del Ray) le 30 août 1993 au SummerSlam 1993. Le 13 septembre 1993 à Raw, les Steiners défendirent leur titre à New York contre The Quebecers (Jacques and Pierre) dans un match "aux règles de la province de Québec", où les titres pouvaient changer de main par disqualification. Le match se termina quand le manager des Quebecers, Johnny Polo, jeta une crosse de hockey dans le ring, qui fut attrapé par Scott. Quand l'arbitre vit Scott avec l'arme illégale, il disqualifia les Steiner Brothers, donnant le titre aux Quebecers. Scott se vengea la semaine suivante en battant Pierre dans un match un-contre-un à WWE Raw. 
Aux Survivor Series 1993 le 24 novembre 1993, les Steiner firent équipe avec Lex Luger et The Undertaker comme l'équipe "The All-Americans". Les All-Americans batirent leurs opposants, "The Foreign Fanatics" (Yokozuna, Crush, Ludvig Borga et Jacques), même si Luger était le seul survivant.
Le 22 janvier 1994, les frères Steiner firent compétition dans le Royal Rumble 1994, Scott entrant en première position. Après que Rick entra en troisième position, les frères coopérèrent jusqu'à être éliminés respectivement par Owen Hart et Diesel. Les Steiner avaient provoqué la colère des bookers en refusant de se battre l'un contre l'autre pendant le Royal Rumble, et ils quittèrent la fédération mi-1994.

### Extreme Championship Wrestling (1995)
Les Steiner commencèrent dans la Extreme Championship Wrestling le 28 juillet 1995 dans le Orange County Fairgrounds à Middletown, battant Dudley Dudley et Vampire Warrior. Ils apparurent ensuite dans ECW in The Flagstaff le 4 août 1995 à Jim Thorpe, Pennsylvanie, battant Dudley Dudley and 2 Cold Scorpio. Les Steiner Brothers firent leur début dans la ECW Arena de Philadelphie, le 5 août 1995 à WrestlePalooza 1995, faisant équipe avec Eddie Guerrero et perdant contre Scorpio, Dean Malenko et Cactus Jack. Le 25 août 1995 à Jim Thorpe ils battirent Scorpio and Malenko, et ils continuèrent en battant Scorpio et Chris Benoit le soir suivant. Le 28 août 1995 ils gagnèrent contre Dudley Dudley et Dances With Dudley dans le Big Apple Dinner Theater à Kennett Square.
A Gangstas' Paradise le 16 septembre 1995, les Steiner s'unirent avec Tazz mais perdirent contre The Eliminators (John Kronus et Perry Saturn) et Jason. Le 23 septembre 1995 à Middletown, ils défirent Raven et Stevie Richards. Scott fit une apparition de plus (faisant équipe avec Taz mais perdant contre The Eliminators le 28 octobre 1995) avant que les frères quittent la ECW.

### World Championship Wrestling (1996-1998)
Les Steiner re-signèrent à la WCW en 1996. Ils gagnèrent le WCW World Tag Team Championship face à Harlem Heat le 24 juillet 1996, mais Harlem Heat regagneront le titre trois jours plus tard. Après la formation de la New World Order (nWo), les Steiners commencèrent une rivalité avec The Outsiders, qui avaient gagné le WCW World Tag Team Championship détenu par Harlem Heat.

### Séparation et après (1997-1998)
Le début du heel turn de Scott commença à la fin de l'année 1997 et au début de 1998 lorsque, alors avec une masse musculaire accrue, ayant coupé ses cheveux longs caractéristiques et portant une barbiche, il commença une rivalité avec Buff Bagwell portant sur lequel avait le meilleur physique. Scott finit son heel turn et rejoint la nWo à SuperBrawl VIII le 22 février en attaquant Rick alors qu'ils défendaient le WCW World Tag Team Championship contre The Outsiders ; le heel turn de Scott permit aux Outsiders de reconquérir le titre. La nuit suivante à Monday Nitro, il adopta une nouvelle gimmick qui rappelait en un sens celle de "Superstar" Billy Graham, teignant ses cheveux et sa barbe en blond et accroissant encore plus sa masse musculaire.
Les deux frères eurent une rivalité qui impliqua aussi le nouveau partenaire de Scott, Buff Bagwell, alors que Rick faisait équipe avec plusieurs autres partenaires comme Lex Luger et la mère de Bagwell, Judy.
Peu avant la mort de la WCW, les Steiner se réunirent, pas tellement comme une équipe mais ils étaient deux heel qui veillaient l'un sur l'autre. Lorsque la WCW ferma, les deux frères prirent encore des chemins séparés.

### Une Réunion (2006-2008)
Le duo se reformera alors pour la United Wrestling Federation à Wilson, Caroline du Nord. Ils se réunirent pour défaire l'équipe de Matt Bentley & Frankie Kazarian. Ils continuèrent en battant la nuit suivante la Team 3D à Wilmington. Le 9 décembre 2006, ils gagnèrent le NWA Mid-Atlantic Tag Team Championship.

### Total Nonstop Action Wrestling (2007-2008)
Au pay-per-view Sacrifice 2007 de la Total Nonstop Action Wrestling, Scott Steiner fit équipe avec Tomko dans un match Triple Threat Tag Team. Ils perdirent le match, et la mauvaise communication entre Steiner et Tomko eut pour conséquence que Tomko attaqua Steiner après le match. Rick Steiner fit son retour et se battit avec Tomko, réunissant ainsi les Steiner Brothers. Il était prévu qu'ils combattent la Team 3D à Slammiversary 2007 pour leur titre de TNA Tag Team. Cependant une blessure de Scott à la trachée à Puerto Rico remit en question le match, jusqu'à ce qu'il soit remplacé par son rival de longue date Animal, des Road Warriors. Pendant que Scott ne catchait plus à cause de sa blessure, la Team 3D développa des personnages de heel, demandant son retour et se moquant de sa blessure presque mortelle. Le duo apparut alors et attaqua la Team 3D à Victory Road 2007, leur coûtant leur titre de champions par équipe. Le retour des Steiner Brothers impliqua que Scott et Rick devinrent face, réalisant ainsi un cercle complet dans le développement de l'équipe. 
A Hard Justice 2007, les Steiner Brothers défirent la Team 3D. Dans l'édition du 16 août de iMPACT!, les Steiner brothers perdirent un Handicap match face à Kurt Angle après l'intervention de la Team 3D. A Bound For Glory les Steiner Brothers défirent la Team 3D dans un Two Out of Three Falls Table Match. Après ça, la TNA annonça le départ de Rick Steiner à cause de coupes dans le budget, pendant que Scott continua à catcher.

### Hall Of Fame
Le 2 Avril 2022 lors de Wrestlemania 38 ils sont intronisé au Hall Of Fame de la WWE.

## Palmarès et accomplissements
- World Championship Wrestling
  - NWA United States Tag Team Championship (1 fois) en 1990[19]
  - WCW United States Tag Team Championship (1 fois)
  - NWA (Mid-Atlantic)/WCW World Tag Team Championship (7 fois)[20],[21]
  - Gagnants du Pat O'Connor Memorial International Cup Tag Team Tournament en 1990

- New Japan Pro Wrestling
  - IWGP Tag Team Championship (2 fois)[22]

- Preston City Wrestling
  - PCW Tag Team Championship (1 fois)

- Pro Wrestling America
  - PWA Tag Team Championship (1 fois)

- Pro Wrestling Illustrated
  - PWI Tag Team of the Year en 1990[23]
  - PWI Match of the Year en 1991 vs. Lex Luger et Sting, SuperBrawl, 19 mai 1991[24]
  - PWI Tag Team of the Year en 1993[23]
  - Classés 2e des 100 meilleures équipes des "PWI Years" en 2003[25]

- United Wrestling Federation
  - UWF Rock 'n' Roll Express Championship (1 fois)

- World Wrestling Federation
  - WWE World Tag Team Championship (2 fois)[26]
  - WWE Hall of Fame (2022)

- Wrestling Observer Newsletter
  - 5 Star Match (1991) avec Sting et Brian Pillman contre Ric Flair, Larry Zbyszko, Barry Windham et Sid Vicious (24 février, WarGames match, WCW WrestleWar)
  - Match de l'année (1991) vs. Hiroshi Hase et Kensuke Sasaki, WCW/New Japan Supershow I, Tokyo, 21 mars[27]
  - Équipe de l'année (1990)[28]